# György Frunda
Dans le nom hongrois Frunda György, le nom de famille précède le prénom, mais cet article utilise l’ordre habituel en français György Frunda, où le prénom précède le nom.
György Frunda est un homme politique et juriste roumain. Membre de l'Union démocrate magyare de Roumanie (UDMR), il est depuis 1992 membre du Sénat pour le județ de Mureș, et est deux fois (en 1996 et 2000) le candidat de l'UDMR pour l'élection présidentielle roumaine. Depuis 1992, Frunda est aussi membre de l'Assemblée parlementaire du Conseil de l'Europe, siégeant avec le Parti populaire européen